# Galazia (Maddaloni)
Galazia è una frazione del comune italiano di Maddaloni, nella provincia di Caserta, in Campania.

## Geografia fisica
Sorge nella zona nord occidentale di Maddaloni, ai confini del comune di San Nicola la Strada. Il territorio di Galazia sorge a 51 metri sul livello del mare ed è caratterizzato da un paesaggio agricolo.

## Storia
Anticamente era la città antichissima di Calatia, sorta tra il VIII secolo a.C. e IX secolo d.C. come città etrusca, poi sannitica ed infine romana, venne menzionata più volte dai cronisti romani durante le guerre sannitiche, la storica città terminò quando fu saccheggiata dai Saraceni fino ad essere distrutta definitivamente nell'880 d.C.
Attualmente è una frazione di 16 ettari, dell'antica città ci sono resti delle antiche mura di Calatia, e due necropoli dell'VIII secolo a.C. erano situata lungo la via di comunicazione ovest-est, che divenne poi la Via Appia.

## Monumenti e luoghi d'interesse
- La cinta muraria
- Necropoli
- Resti della Diocesi di Galazia

## Infrastrutture e trasporti

### Strade
Galazia è attraversata in gran parte dalla SS7 via Appia.